# Oposição na Bielorrússia

Bandeira da oposição na Bielorrússia

A Oposição na Bielorrússia refere-se aos movimentos políticos, organizações e indivíduos que se opõem ao governo de Aleksandr Lukashenko, presidente do país desde 1994. A oposição tem enfrentado forte repressão estatal, incluindo prisões, censura e exílio forçado.  
A resistência ao regime ganhou maior visibilidade internacional após as eleições presidenciais de 2020, consideradas fraudulentas por observadores e governos estrangeiros. Protestos em massa eclodiram no país, resultando na formação de novos grupos oposicionistas e no aumento da mobilização de dissidentes no exterior.

## Principais movimentos e figuras da oposição

### Conselho de Coordenação
O Conselho de Coordenação foi criado em agosto de 2020 por membros da oposição com o objetivo de facilitar uma transição pacífica de poder e promover o diálogo entre governo e sociedade civil. O conselho conta com a participação de figuras como a vencedora do Prêmio Nobel de Literatura Svetlana Alexievich, além de ativistas ligados às manifestações pós-eleitorais.  

### Protestos de 2020-2021
Os protestos na Bielorrússia em 2020-2021 foram uma série de manifestações que ocorreram após a reeleição de Lukashenko. Os protestos foram caracterizados por sua natureza pacífica e pela participação de amplos setores da sociedade, incluindo trabalhadores de fábricas, estudantes e profissionais liberais. A repressão governamental incluiu prisões em massa, violência policial e censura à imprensa.  

### Sviatlana Tsikhanouskaya e a oposição no exílio
Sviatlana Tsikhanouskaia, esposa do opositor político Sergei Tikhanovsky, tornou-se uma das principais figuras da oposição ao concorrer contra Lukashenko nas eleições de 2020. Após alegações de fraude eleitoral e a intensificação da repressão, Tsikhanouskaya se exilou na Lituânia, de onde continua a defender reformas democráticas e a mobilizar apoio internacional.